# کانسپسیون (سانتا کروز)
کانسپسیون (به اسپانیایی: Concepción) یک منطقهٔ مسکونی در بولیوی است که در استان نوفلو د چاوز واقع شده‌است. کانسپسیون ۸٬۲۲۱ نفر جمعیت دارد.